# توسیچیا
توسیچیا (به ایتالیایی: Tossicia) یک کومونه در ایتالیا است که در استان تیرامو واقع شده‌است.

## خصوصیات
توسیچیا ۲۵ کیلومترمربع مساحت و ۱٬۴۷۴ نفر جمعیت دارد و ۴۰۹ متر بالاتر از سطح دریا واقع شده‌است.